# Oedocephalum nicotianae
Oedocephalum nicotianae är en svampart som beskrevs av Oudem. 1903. Oedocephalum nicotianae ingår i släktet Oedocephalum, ordningen skålsvampar, klassen Pezizomycetes, divisionen sporsäcksvampar och riket svampar.   Inga underarter finns listade i Catalogue of Life.